# Gaëtan Karlen
Gaëtan Karlen (Sion, 7 giugno 1993) è un calciatore svizzero, attaccante del Sierre.

## Carriera

### Club
Dopo aver militato nelle giovanili del Sion, fa il suo esordio in Super League con la squadra vallesana durante la stagione 2012-2013. La stagione successiva viene mandato in prestito al Bienne.

### Nazionale
Gioca la sua prima partita con la Svizzera Under-21 a Esbjerg il 22 maggio 2014 in occasione della partita amichevole contro la Danimarca (partita vinta per 2-0).

## Palmarès

### Club

#### Competizioni nazionali
- Challenge League: 1

Neuchâtel Xamax: 2017-2018